# 14-та дивізія крейсерів (Імперський флот)
14-та дивізія крейсерів (Імперський флот) — підрозділ Імперського флоту Японії, кораблі якого взяли участь у Другій світовій війні.

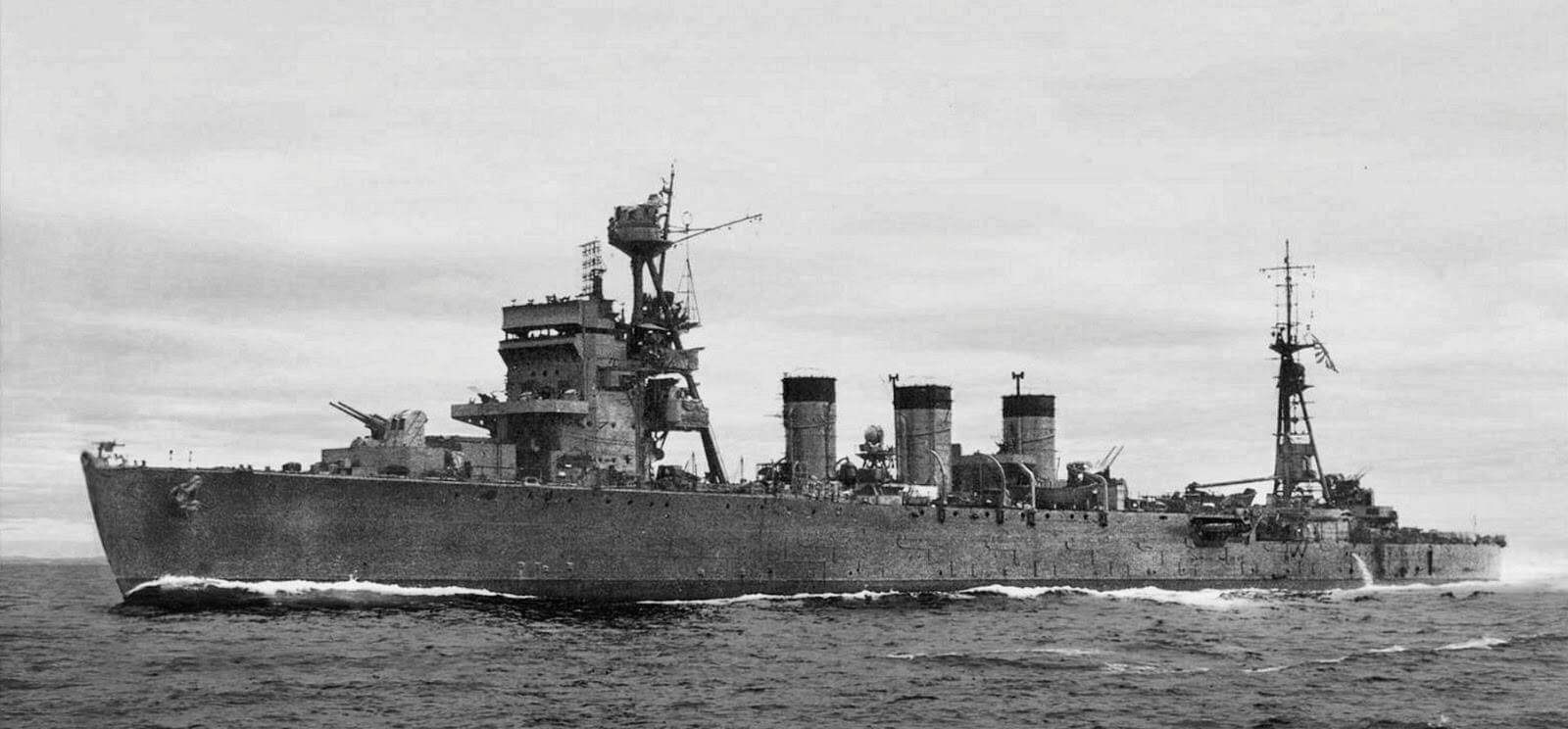
Крейсер «Ісудзу»

Дивізію створили 1 квітня 1943-го та включили до неї два легкі крейсери «Ісудзу» і «Нака». Перший з них зазнав пошкодження в листопада 1942-го під час битви за Гуадалканал, де діяв як флагман 2-ї ескадри ескадрених міноносців, після чого до 1 травня 1943-го проходив серію ремонтів. «Нака» на початку війни був флагманом 4-ї ескадри ескадрених міноносців, але у квітні 1942-го дістав важке пошкодження під час операції проти острова Різдва та проходив відновлення до 5 квітня 1943-го.
Після повернення на службу крейсери дивізії задіяли в Океанії. Першим туди вирушив «Нака», який уже наприкінці квітня 1943-го прибув на атол Трук у центральній частині Каролінських островів (тут ще до війни створили потужну базу японського ВМФ, з якої до лютого 1944-го провадились операції в цілому ряді архіпелагів). У середині травня цей корабель перейшов на атол Джалуїт (Маршаллові острови), де ніс службу близько місяця, а потім повернувся на Трук.
«Ісудзу» прибув на Трук у середині червня 1943-го. Одразу після цього «Ісудзу» та «Нака» здійснили рейс до острова Науру для доставки туди підкріплень. У липні «Ісудзу» ще раз доправляв бійців на Науру, тоді «Нака» цього місяця відвідав ряд атолів Маршаллових островів. Від початку вересня та до початку жовтня діяльність обох крейсерів була пов'язана з останнім архіпелагом, при цьому «Ісудзу» весь час перебував там, а «Нака» встиг у першій половині вересня пройти назад на Трук і знову до Маршаллових островів.
Хоча з 30 червня 1943-го на Соломонових островах почалася нова велика битва за архіпелаг Нью-Джорджія, крейсери 14-ї дивізії не залучали до неї, лише «Ісудзу» в межах своєї логістичної діяльності виконав у серпні рейс до Рабаула (головна передова база в архіпелазі Бісмарка, з якої здійснювались операції на Соломонових островах та сході Нової Гвінеї).

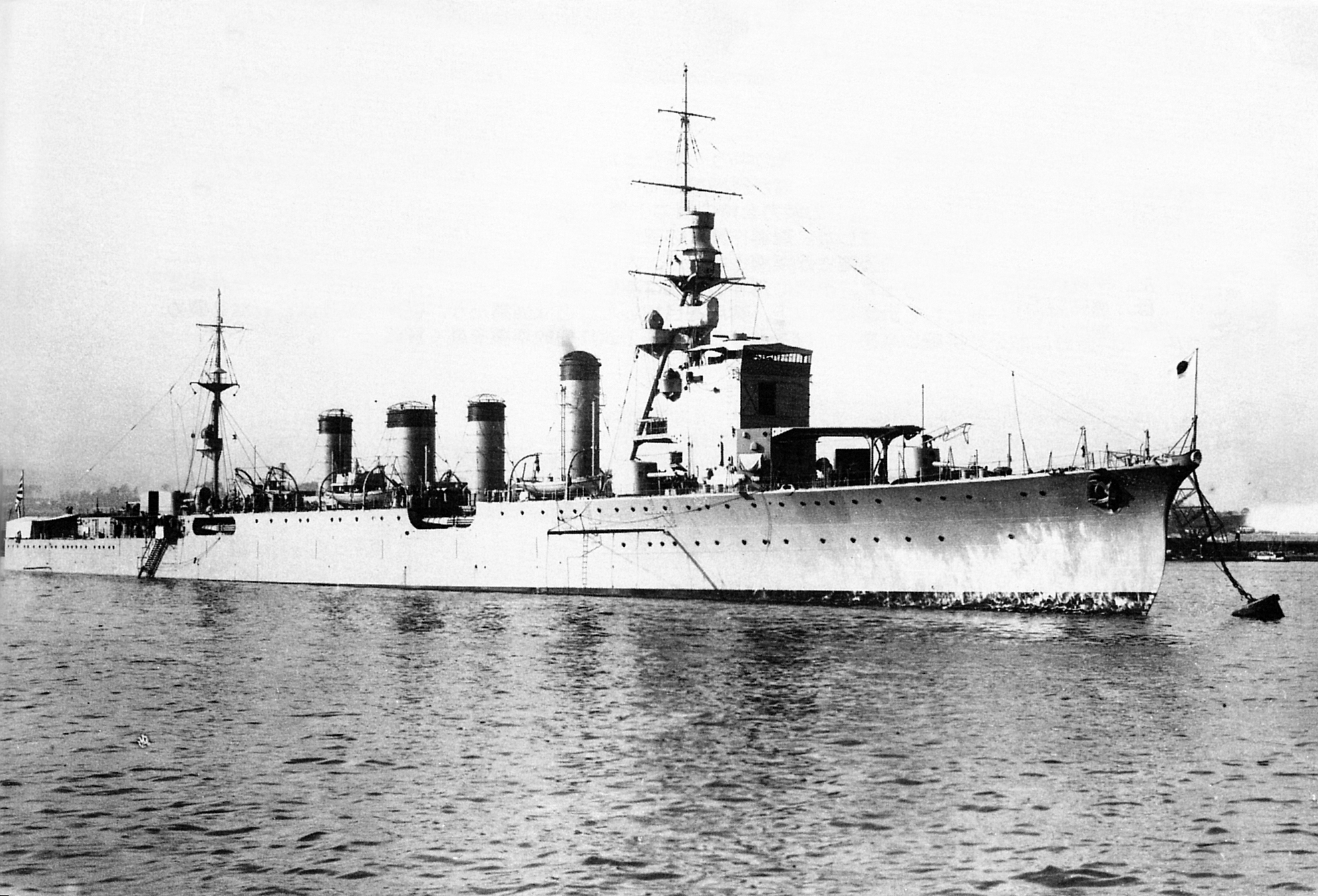
Крейсер «Нака»

У жовтні 1943-го крейсери 14-ї дивізії залучили в межах операції «Тей Го», метою якої була доставка з Азії значних військових контингентів для підсилення ряду гарнізонів Океанії. Спершу вони пройшли до Шанхаю, а 21—28 жовтня повернулись на Трук у складі другого ешелону конвою «Тей № 4 Го», при цьому кожен крейсер перевозив близько п'яти сотень бійців. 1 листопада переформатований «Тей № 4 Го» попрямував на південь, а через дві доби став ціллю для ворожої авіації, після чого «Ісудзу» та «Нака» довелося брати участь у порятунку транспорту «Кійосумі-Мару», на якому перебувала понад тисяча бійців. «Ісудзу» привів пошкоджений корабель на буксирі до Кавієнга (друга за значенням японська база в архіпелазі Бісмарка на північному завершенні острова Нова Ірландія), крім того, кожен із крейсерів прийняв з «Кійосумі-Мару» по дві сотні бійців та кілька гармат. Розвантажившись у Кавієнзі, крейсери 14-ї дивізії попрямували до Рабаула, при цьому на переході «Ісудзу» підірвався на міні, що, втім, не позбавило його здатності виконувати завдання (хоча дві гармати головного калібру виявились заклинені).
5 листопада 1943-го «Ісудзу» та «Нака» були вже в Рабаулі, де збирались сили для нової контратаки проти сил вторгнення на острів Бугенвіль, де союзники висадились 1 листопада (в ніч проти 2 листопада наявні в Рабаулі сили вже здійснили невдалу контратаку, яка завершилась боєм у затоці Імператриці Августи). Того ж 5 числа Рабаул став ціллю для авіаносного з'єднання. «Ісудзу» та «Нака» мали тільки незначні пошкодження, проте американцям вдалось пошкодити 5 важких крейсерів, що тільки-но прибули з Труку, і таким чином зірвати плановану контратаку японців. Як наслідок, уже 6 листопада крейсери 14-ї дивізії попрямували назад на Трук.
20 листопада 1943-го великі сили союзників розпочали операцію захоплення островів Гілберта. Невдовзі «Ісудзу» та «Нака» разом з двома есмінцями пройшли до острова Понапе (східні Каролінські острови), де прийняли на борт 1,5 тисячі бійців, після чого 25 листопада прибули до атола Кваджелейн (Маршаллові острови) та стали очікувати сприятливих обставин, щоб доправити підкріплення на Тараву (головний опорний пункт японців на островах Гілберта). Втім, Тарава впала після важкої триденної битви, тому доправлених з Понапе бійців висадили на атолі Мілі (так само Маршаллові острови), після чого «Нака» одразу повернувся на Трук, а «Ісудзу» затримався на Кваджелейні, який 4 грудня став ціллю для рейду авіаносного з'єднання. Крейсер зазнав значних пошкоджень, проте вцілів та зміг у середині січня 1944-го досягнути Японії, де розпочали повноцінний ремонт, а потім і модернізацію у крейсер ППО, що затягнулись до кінця літа.
«Нака» й далі ніс службу на Труці і 17 лютого 1944-го вийшов з цієї бази для  допомоги легкому крейсеру «Агано», який був напередодні атакований підводним човном та в підсумку затонув. Втім, Нака не встиг далеко відійти від Трука, що вранці того ж 17 числа став ціллю для потужного удару авіаносного з'єднання (операція «Хейлстоун»). За кілька десятків кілометрів на захід від атола крейсер атакували кілька хвиль літаків, що завершилось потопленням корабля.
Враховуючи обставини, єдиний наявний корабель 14-ї дивізії «Ісудзу» 4 березня 1944-го передали у пряме підпорядкування новоствореному Флоту Центрально-тихоокеанської зони, який мав обороняти Маріанські острови та Палау, віднесені до головного захисного периметра імперії.